# 南喀拉含油气区

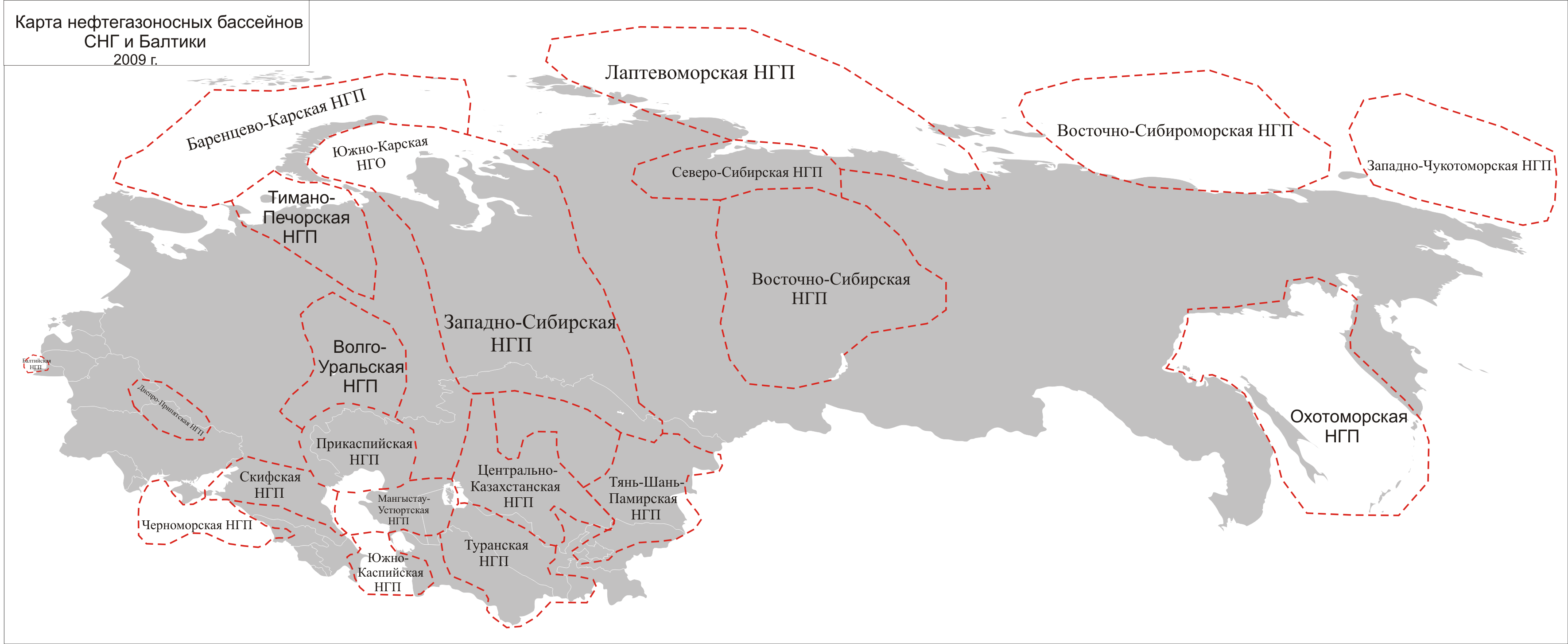
俄罗斯油气田区分布

南喀拉含油气区（俄语：Южно-Карская нефтегазоносная область）位于喀拉海南部，喀拉海陆架属于西西伯利亚含油气省向北的延伸。
在该地区发现了4个油气田，其中3个是天然气田（陆萨诺夫气田、列宁格勒气田、哈拉萨维气田），1个油田（白岛油田）。
资源评估为10-5-万亿立方米天然气及10-100亿吨石油。